# 赤猪岩神社
赤猪岩神社（あかいいわじんじゃ）は、鳥取県西伯郡南部町にある神社。旧社格は無格社。

## 祭神
主祭神
- 大国主神

配祀神
- 刺国若比売命（サシクニワカヒメ）
- 素戔嗚尊(スサノオノミコト)
- 稲田姫命（イナダヒメミコト）

## 歴史
『古事記』上巻、『先代旧事本紀』第4巻 地祇本紀での因幡の白兎の神話の続きの説話の舞台となった場所にある。この神社の前身である赤猪神社の創立年代は不明であるが、この神社の地が話の舞台であるとされている。大正6年（1917年）現在地に創建された久清神社と、南部町内にある要害山山頂にあった赤猪神社が、大正9年（1920年）に合祀され現在の赤猪岩神社となった。

## 大国主神の神話
その神話のあらすじは、大穴牟遅神（オオナムヂ、後の大国主）のたくさんの兄神たち（八十神）は、白兎の予言通り八上比売（ヤガミヒメ）と結婚した大穴牟遅神を憎み、殺してしまおうと企んで大穴牟遅神を伯耆の手間山本（手前の山麓）へ連れて行った。そして「珍しい赤い猪を山の上から追い立てるので下で捕まえろ。そうしなければ殺す」と言いつけておいて、山の麓で待たせている大穴牟遅神へ目掛けて、兄神たちは火で真っ赤に焼いた岩を山の上から落とした。転がり落ちてくる真っ赤な岩を猪として受け止めようとしたため大穴牟遅神の身体がたちまちその赤く焼けた岩膚にこびりついて、焼き潰されて絶命してしまう。これを知った大穴牟遅神の母・刺国若比売は嘆き悲しみ、高天原に上り神産巣日之命（カミムスビ）に救いを求めたところ、赤貝の神・𧏛貝比売（キサガヒヒメ）と蛤の神・蛤貝比売（ウムギヒメ）の2柱の女神が地上に遣わされた。𧏛貝比売が貝殻で大穴牟遅神の体を岩からはがし、蛤貝比売が母乳と清水井の水で練った薬を大穴牟遅神の体に塗りつけた。すると大穴牟遅神は大火傷が忽ち治り元の麗しい姿となって息を吹き返した。

## 境内
大穴牟遅神を焼き潰し殺したとされる岩が境内に祀られている。また蛤貝比売が薬を練るために水を汲んだ清水井と言い伝えられている泉が、赤猪岩神社から徒歩30分の所に存在する。

## 現地情報
所在地
- 鳥取県西伯郡南部町寺内232

交通アクセス
- 最寄駅：JR山陰本線米子駅下車後、車で約25分